# Kaba Atsushi
Kaba Atsushi (jap. 蒲穆; * 15. Januar 1879 in der Präfektur Fukui; † 21. Mai 1960) war ein japanischer Generalleutnant der Kaiserlich Japanischen Armee.

## Leben
Kaba Atsushi begann nach dem Schulbesuch eine Ausbildung an der Heeresoffizierschule (Rikugun Shikan Gakkō), die er 1900 beendete. Daraufhin wurde er als Leutnant in die Kaiserlich Japanischen Armee übernommen und fand später Verwendung als Offizier. Danach besuchte er ab 1906 die Heereshochschule (Rikugun Daigakkō), die er 1909 abschloss. Im Anschluss fand er weitere Verwendungen als Offizier sowie Stabsoffizier und wurde zwischen dem 10. August 1920 und dem 25. Dezember 1924 zum Generalstab der Armee abgeordnet. Nach seiner Beförderung zum Oberst am 8. Februar 1922 war er vom 15. August 1922 bis zum 15. Dezember 1924 Aide-de-camp von Prinz Higashikuni Naruhiko.
Anschließend fungierte Kaba zwischen dem 15. Dezember 1924 und dem 2. März 1926 als Kommandeur des 5. Kavallerieregiments und war nach seiner Beförderung zum Generalmajor vom 2. März 1926 bis zum 16. Juni 1927 zur 8. Division abkommandiert, der sogenannten „Zedern-Division“. Daraufhin war er zwischen dem 16. Juni 1927 und dem 20. April 1928 Kommandeur der 3. Kavalleriebrigade und zuletzt vom 8. März bis 20. April 1928 zum Hauptarsenal der Armee abgeordnet. Nachdem er zwischen dem 20. April 1928 und dem 1. August 1930 Vertreter der Kaiserlich Japanischen Armee beim Völkerbund war, fand er zwischen dem 1. August 1930 und dem 1. August 1931 Verwendung in der Personalabteilung des Generalstabes. Nach seiner Beförderung zum Generalleutnant am 1. August 1931 fungierte er vom 1. August 1931 bis zum 11. April 1932 als Leiter der Transport-Abteilung des Generalstabes.
Im Anschluss übernahm Generalleutnant Kaba Atsushi am 11. April 1932 den Posten als Kommandeur der 10. Depot-Division und hatte diesen bis zum 18. März 1933 inne. Danach war er zwischen dem 18. März 1933 und dem 1. August 1935 Kommandeur der 16. Division, der sogenannten „Zaun-Division“. Nachdem er vom 1. August bis zum 20. September 1935 erneut zum Generalstab abgeordnet war und sich vom 20. bis zum 25. September 1935 in Reserve befand, schied er am 25. September 1935 aus dem aktiven Militärdienst aus und trat in dann in den Ruhestand.

## Weblink
- Kaba Atsushi in The Generals of World War II

| Personendaten    | Personendaten                      |
| ---------------- | ---------------------------------- |
| NAME             | Kaba, Atsushi                      |
| ALTERNATIVNAMEN  | 蒲穆 (japanisch)                   |
| KURZBESCHREIBUNG | japanischer Generalleutnant        |
| GEBURTSDATUM     | 15. Januar 1879                    |
| GEBURTSORT       | Präfektur Fukui, Kaiserreich Japan |
| STERBEDATUM      | 21. Mai 1960                       |